# Delta Leonidi
Delta leonidi su meteorski roj koji se javlja od 5. februara do 19. marta. Radijant ovog roja nalazi se u sazvežđu Lava na koordinatama: 156° po rektascenziji i +18° po deklinaciji. Delta leonidi maksimum dostižu 22. februara i tada je njihov ZHR 3 meteora po času. Mogu biti do magnitude 2.86 i spadaju u srednje sjajne meteore.

## Istorija
Roj je prvi put uočen u 20. veku, kada se i pojavio. Meteori iz ovog roja posmatrani su 19. februara do 1. marta 1911. godine. Tada je na osnovu 7 meteora određen radijant, 155° po rektascenzniji i +14° po deklinaciji. Posmatrači su ih opisivali kao spore meteore koji ostavljaju trag.
Kasnije, 1924. i 1930. godine roj je ponovo vizuelno posmatran u februaru i na osnovu par meteora dobijen je položar radijanta na veoma sličnim koordinatama kao ranije (deklinacija je pomerena sa +14° na +13°).
Posmatrači iz Australijske meteorske grupe su sedamdesetih i osamdesetih godina 20. veka dobili najznačajnije informacije o ovom roju. Džef Vud (engl. Jeff Wood), direktor australijske meteorske grupe analizirao je podatke iz prethodnih godina i za maksimum roja odredio 26. februar. Odredio je i tačan položaj radijanta, na koordinatama: 158° po rektascenziji i +17° po deklinaciji. Prema njegovim istraživanjima, delta leonidi trajali su od 1. februara do 13. marta i bili magnitude 2.8.